# Liste der Kulturdenkmäler in Neustadt (Hessen)
Die folgende Liste enthält die in der Denkmaltopographie ausgewiesenen Kulturdenkmäler auf dem Gebiet  der  Stadt Neustadt, Landkreis Marburg-Biedenkopf, Hessen.
Hinweis: Die Reihenfolge der Denkmäler in dieser Liste orientiert sich zunächst an Stadtteilen und anschließend der Anschrift, alternativ ist sie auch nach der Bezeichnung oder der Bauzeit sortierbar.
Kulturdenkmäler werden fortlaufend im Denkmalverzeichnis des Landes Hessen durch das Landesamt für Denkmalpflege Hessen auf Basis des Hessischen Denkmalschutzgesetzes (HDSchG) geführt. Die Schutzwürdigkeit eines Kulturdenkmals hängt nicht von der Eintragung in das Denkmalverzeichnis des Landes Hessen oder der Veröffentlichung in der Denkmaltopographie ab.

Das Vorhandensein oder Fehlen eines Objekts in dieser Liste ist keine rechtsverbindliche Auskunft darüber, ob es Kulturdenkmal ist oder nicht: Diese Liste entspricht möglicherweise nicht dem aktuellen Stand der offiziellen Denkmaltopographie. Diese ist für Hessen in den entsprechenden Bänden der Denkmaltopographie Bundesrepublik Deutschland und im Internet unter DenkXweb – Kulturdenkmäler in Hessen einsehbar. Auch diese Quellen sind, obwohl sie durch das Landesamt für Denkmalpflege Hessen aktualisiert werden, nicht immer aktuell, da es im Denkmalbestand immer wieder Änderungen gibt.
Eine verbindliche Auskunft erteilt allein das Landesamt für Denkmalpflege Hessen.
Nutze diese Kartenansicht, um Koordinaten in der Liste zu setzen. In dieser Kartenansicht sind Kulturdenkmale ohne Koordinaten mit einem roten bzw. orangen Marker dargestellt und können in der Karte gesetzt werden. Kulturdenkmale ohne Bild sind mit einem blauen bzw. roten Marker gekennzeichnet, Kulturdenkmale mit Bild mit einem grünen bzw. orangen Marker.

## Kulturdenkmäler
| Bild                 | Bezeichnung              | Lage                                                        | Beschreibung                                                                       | Bauzeit                   | Daten |
| -------------------- | ------------------------ | ----------------------------------------------------------- | ---------------------------------------------------------------------------------- | ------------------------- | ----- |
| Bild gesucht BW      |                          | Am Schalkert 1 LageFlur: 15, Flurstück: 23/3                |                                                                                    | 17. Jh.                   |       |
| Kruzifix             | Kruzifix                 | Am Struthfeld o. Nr. LageFlur: 18, Flurstück: 32/2          |                                                                                    |                           |       |
|                      |                          | An der Ziegelei 17 LageFlur: 14, Flurstück: 12/2            |                                                                                    |                           |       |
| Bild gesucht BW      |                          | Bahnhofstraße 1 LageFlur: 21, Flurstück: 2/1                | das Gebäude wurde abgerissen und durch einen Neubau ersetzt                        |                           |       |
|                      |                          | Bahnhofstraße 8 LageFlur: 21, Flurstück: 81                 |                                                                                    |                           |       |
|                      |                          | Bahnhofstraße 9 LageFlur: 21, Flurstück: 10/2               |                                                                                    |                           |       |
|                      |                          | Bahnhofstraße 20 LageFlur: 21, Flurstück: 52/1              |                                                                                    |                           |       |
|                      |                          | Bahnhofstraße 22 LageFlur: 21, Flurstück: 23/3              |                                                                                    |                           |       |
| weitere Bilder       | Bahnhof                  | Bahnhofstraße 28 LageFlur: 21, Flurstück: 20/3              | Empfangsgebäude des Bahnhofs an der Main-Weser-Bahn                                | 1850                      |       |
|                      |                          | Bogenstraße 3 LageFlur: 22, Flurstück: 93                   |                                                                                    |                           |       |
|                      |                          | Bogenstraße 5 LageFlur: 22, Flurstück: 94                   |                                                                                    |                           |       |
|                      |                          | Bogenstraße 7 LageFlur: 22, Flurstück: 94                   |                                                                                    |                           |       |
|                      |                          | Bogenstraße 10 LageFlur: 22, Flurstück: 178/1               |                                                                                    |                           |       |
|                      |                          | Bogenstraße 15 LageFlur: 22, Flurstück: 107/4               |                                                                                    |                           |       |
|                      |                          | Bogenstraße 17 LageFlur: 22, Flurstück: 112/4               |                                                                                    |                           |       |
|                      |                          | Bogenstraße 20 LageFlur: 22, Flurstück: 165/1               |                                                                                    |                           |       |
| Bild gesucht BW      |                          | Bogenstraße 21 LageFlur: 22, Flurstück: 113/1               |                                                                                    |                           |       |
|                      |                          | Bogenstraße 22 LageFlur: 22, Flurstück: 162                 |                                                                                    |                           |       |
|                      |                          | Bogenstraße 24 LageFlur: 22, Flurstück: 483/153             |                                                                                    |                           |       |
|                      |                          | Bogenstraße 28 LageFlur: 22, Flurstück: 402/148             |                                                                                    |                           |       |
| Bild gesucht BW      |                          | Große Brunnenstraße 1 LageFlur: 15, Flurstück: 59           |                                                                                    |                           |       |
| Bild gesucht BW      |                          | Große Brunnenstraße 15 LageFlur: 15, Flurstück: 44/2        |                                                                                    |                           |       |
| Bild gesucht BW      |                          | Hainfeld 19 LageFlur: 14, Flurstück: 82/14                  |                                                                                    |                           |       |
| Bild gesucht BW      |                          | Heidenbrunnen 4 LageFlur: 15, Flurstück: 58/1               |                                                                                    |                           |       |
|                      |                          | Hindenburgstraße 2 LageFlur: 20, Flurstück: 89/5; 89/4      |                                                                                    |                           |       |
|                      |                          | Hindenburgstraße 6 LageFlur: 20, Flurstück: 53/1            |                                                                                    |                           |       |
| Zustand um 1870–1900 | Wohnhaus                 | Hindenburgstraße 13 LageFlur: 20, Flurstück: 72             | dreigeschossiger, traufständiger Fachwerkbau, im Erdgeschoss heute moderner Anbau  | 1. Hälfte 18. Jahrhundert |       |
| Wohnhaus             | Wohnhaus                 | Hindenburgstraße 15 LageFlur: 20, Flurstück: 73             | dreigeschossiger, historistischer Fachwerkbau, Gefache mit Backsteinen ausgemauert |                           |       |
|                      |                          | Hindenburgstraße 47 LageFlur: 18, Flurstück: 2/1            |                                                                                    |                           |       |
|                      |                          | Hindenburgstraße o. Nr. Flur: 20, Flurstück: 89/6           |                                                                                    |                           |       |
|                      |                          | Im Hattenrod 3 LageFlur: 21, Flurstück: 24                  |                                                                                    |                           |       |
| weitere Bilder       | Evangelische Stadtkirche | Im Hattenrod 5 LageFlur: 21, Flurstück: 25/1                |                                                                                    |                           |       |
|                      |                          | Im Hattenrod 10 LageFlur: 21, Flurstück: 41                 |                                                                                    |                           |       |
|                      |                          | Im Hattenrod 15 LageFlur: 21, Flurstück: 32/3               |                                                                                    |                           |       |
| Bild gesucht BW      |                          | In der Aue 1 LageFlur: 15, Flurstück: 27/5                  |                                                                                    |                           |       |
| Friedhofskapelle     | Friedhof und Kapelle     | Kasseler Straße 1 LageFlur: 21, Flurstück: 12/2             |                                                                                    |                           |       |
| Bild gesucht BW      |                          | Kasseler Straße 5/5a LageFlur: 21, Flurstück: 18/5          |                                                                                    |                           |       |
| Bild gesucht BW      |                          | Kasseler Straße 15 LageFlur: 23, Flurstück: 152/2, 153/1    |                                                                                    |                           |       |
| Bild gesucht BW      |                          | Kasseler Straße 19/21 LageFlur: 23, Flurstück: 192//193/150 |                                                                                    |                           |       |
| Bild gesucht BW      | Bachdurchlass            | Kasseler Straße o. Nr. LageFlur: 23, Flurstück: 175/5       |                                                                                    |                           |       |
| Bild gesucht BW      |                          | Kleine Brunnenstraße 3 LageFlur: 15, Flurstück: 77          |                                                                                    |                           |       |
| Bild gesucht BW      |                          | Kleine Brunnenstraße 13 LageFlur: 15, Flurstück: 235/85     |                                                                                    |                           |       |
| Bild gesucht BW      |                          | Kleine Brunnenstraße 15 LageFlur: 15, Flurstück: 86         |                                                                                    |                           |       |
| Bild gesucht BW      |                          | Kleine Brunnenstraße 17 LageFlur: 15, Flurstück: 87         |                                                                                    |                           |       |
| Bild gesucht BW      |                          | Kreuzgasse 1 LageFlur: 22, Flurstück: 124                   |                                                                                    |                           |       |
| Bild gesucht BW      |                          | Kreuzgasse 3 LageFlur: 22, Flurstück: 122                   |                                                                                    |                           |       |
| Bild gesucht BW      |                          | Kreuzgasse 7 LageFlur: 22, Flurstück: 103/3, 103/4          |                                                                                    |                           |       |
| Bild gesucht BW      |                          | Kreuzgasse 9 LageFlur: 22, Flurstück: 102                   |                                                                                    |                           |       |
|                      |                          | Kreuzgasse 11 LageFlur: 22, Flurstück: 420/104              |                                                                                    |                           |       |
|                      |                          | Lehmkaute 5 LageFlur: 16, Flurstück: 28/2                   |                                                                                    |                           |       |
|                      |                          | Lehmkaute 7 LageFlur: 16, Flurstück: 27/1                   |                                                                                    |                           |       |
|                      |                          | Lehmkaute 9 LageFlur: 16, Flurstück: 25/8                   |                                                                                    |                           |       |
| Bild gesucht BW      |                          | Lehmkaute 25 LageFlur: 14, Flurstück: 54/1                  |                                                                                    |                           |       |
| Bild gesucht BW      |                          | Mainzer Gasse 6 LageFlur: 22, Flurstück: 123                |                                                                                    |                           |       |
|                      |                          | Mainzer Gasse 12 LageFlur: 22, Flurstück: 117               |                                                                                    |                           |       |
|                      |                          | Marburger Straße 4 LageFlur: 16, Flurstück: 32/4            |                                                                                    |                           |       |
|                      |                          | Marburger Straße 10 LageFlur: 16, Flurstück: 10/1           |                                                                                    |                           |       |
|                      |                          | Marburger Straße 15 LageFlur: 16, Flurstück: 49/3           |                                                                                    |                           |       |
|                      |                          | Marburger Straße 17 LageFlur: 16, Flurstück: 52/2           |                                                                                    |                           |       |
|                      |                          | Marburger Straße 25 LageFlur: 16, Flurstück: 57/1           |                                                                                    |                           |       |
| Marktplatz 1         |                          | Marktplatz 1 LageFlur: 22, Flurstück: 58/1                  |                                                                                    |                           |       |
| Marktplatz 2         |                          | Marktplatz 2 LageFlur: 22, Flurstück: 415/60                |                                                                                    |                           |       |
| Marktstraße 9        |                          | Marktstraße 9 LageFlur: 22, Flurstück: 77                   |                                                                                    |                           |       |
|                      |                          | Marktstraße 12 LageFlur: 22, Flurstück: 80                  |                                                                                    |                           |       |
|                      |                          | Marktstraße 15 LageFlur: 22, Flurstück: 65/10               |                                                                                    |                           |       |
|                      |                          | Marktstraße 16 LageFlur: 22, Flurstück: 82                  |                                                                                    |                           |       |
|                      |                          | Marktstraße 17 LageFlur: 22, Flurstück: 64/1                |                                                                                    |                           |       |
|                      |                          | Marktstraße 18 LageFlur: 22, Flurstück: 83                  |                                                                                    |                           |       |
| Marktstraße 19       |                          | Marktstraße 19 LageFlur: 22, Flurstück: 57                  |                                                                                    |                           |       |
| Marktstraße 21       |                          | Marktstraße 21 LageFlur: 22, Flurstück: 56                  |                                                                                    |                           |       |
|                      |                          | Marktstraße 22 LageFlur: 22, Flurstück: 86/1                |                                                                                    |                           |       |
| Marktstraße 23       |                          | Marktstraße 23 LageFlur: 22, Flurstück: 40/2                |                                                                                    |                           |       |
|                      |                          | Marktstraße 26 LageFlur: 22, Flurstück: 126                 |                                                                                    |                           |       |
|                      |                          | Marktstraße 27 LageFlur: 22, Flurstück: 25/1                |                                                                                    |                           |       |
|                      |                          | Marktstraße 29 LageFlur: 22, Flurstück: 486/24              |                                                                                    |                           |       |
|                      |                          | Marktstraße 30 LageFlur: 22, Flurstück: 129                 |                                                                                    |                           |       |
|                      |                          | Marktstraße 34 LageFlur: 22, Flurstück: 34                  |                                                                                    |                           |       |
|                      |                          | Marktstraße 36 LageFlur: 22, Flurstück: 135/1               |                                                                                    |                           |       |
|                      |                          | Marktstraße 46 LageFlur: 22, Flurstück: 339/20              |                                                                                    |                           |       |
|                      |                          | Mauerstraße 3 LageFlur: 22, Flurstück: 188                  |                                                                                    |                           |       |
|                      |                          | Mauerstraße 23/25 LageFlur: 22, Flurstück: 160/2, 161       |                                                                                    |                           |       |
|                      |                          | Mauerstraße 29 LageFlur: 22, Flurstück: 450/154             |                                                                                    |                           |       |
| Bild gesucht BW      |                          | Mauerstraße 33/36 LageFlur: 22, Flurstück: 149, 17/2        |                                                                                    |                           |       |
|                      |                          | Mauerstraße 38 LageFlur: 22, Flurstück: 407/17              |                                                                                    |                           |       |
|                      |                          | Querallee 12 LageFlur: 17, Flurstück: 108/26                |                                                                                    |                           |       |
| Bild gesucht BW      |                          | Ringstraße 14 LageFlur: 22, Flurstück: 244/1                |                                                                                    |                           |       |
| Bild gesucht BW      |                          | Ringstraße 16 LageFlur: 22, Flurstück: 132                  |                                                                                    |                           |       |
| Bild gesucht BW      |                          | Ringstraße 23 LageFlur: 22, Flurstück: 219, 454/218         |                                                                                    |                           |       |
| Bild gesucht BW      |                          | Ringstraße 24 LageFlur: 22, Flurstück: 233/1                |                                                                                    |                           |       |
| Bild gesucht BW      |                          | Ringstraße 25/27 LageFlur: 22, Flurstück: 2/1; 3; 4/4       |                                                                                    |                           |       |
| Bild gesucht BW      |                          | Ringstraße 44 LageFlur: 15, Flurstück: 102/1                |                                                                                    |                           |       |
|                      |                          | Ringstraße 48 LageFlur: 15, Flurstück: 105/1                |                                                                                    |                           |       |
| Bild gesucht BW      |                          | Ringstraße 62 LageFlur: 22, Flurstück: 125/1                |                                                                                    |                           |       |
| Bild gesucht BW      |                          | Ringstraße o. Nr. LageFlur: 22, Flurstück: 235/2            |                                                                                    |                           |       |
|                      |                          | Ritterstraße 5–9 LageFlur: 20, Flurstück: 76/2,76/5         |                                                                                    |                           |       |
| Ritterstraße 6       |                          | Ritterstraße 6 LageFlur: 22, Flurstück: 425/61              |                                                                                    |                           |       |
| Ritterstraße 8       |                          | Ritterstraße 8 LageFlur: 22, Flurstück: 414/60              |                                                                                    |                           |       |
| Kruzifix             | Kruzifix                 | Ritterstraße 10 LageFlur: 22, Flurstück: 53/1               |                                                                                    |                           |       |
| weitere Bilder       | Katholische Kirche       | Ritterstraße 10 LageFlur: 22, Flurstück: 53/1,6             |                                                                                    |                           |       |
| Ritterstraße 19      |                          | Ritterstraße 19 LageFlur: 22, Flurstück: 52                 |                                                                                    |                           |       |
|                      |                          | Ritterstraße 23 LageFlur: 22, Flurstück: 48/1               |                                                                                    |                           |       |
| Bildstock            | Bildstock                | Ritterstraße 25 LageFlur: 22, Flurstück: 44/1               |                                                                                    |                           |       |
| Dreiseithofanlage    | Dreiseithofanlage        | Ritterstraße 25 LageFlur: 22, Flurstück: 44/1               |                                                                                    |                           |       |
| Junker-Hansen-Turm   | Junker-Hansen-Turm       | Ritterstraße o. Nr. LageFlur: 22, Flurstück: 414/60         |                                                                                    |                           |       |
|                      |                          | Schmiedegasse 1 LageFlur: 22, Flurstück: 64                 |                                                                                    |                           |       |
|                      |                          | Schmiedegasse 2 LageFlur: 22, Flurstück: 299/31             |                                                                                    |                           |       |
|                      |                          | Turmstraße 3 LageFlur: 22, Flurstück: 81/7                  |                                                                                    |                           |       |
|                      |                          | Turmstraße 6/8 LageFlur: 22, Flurstück: 306/71307/72        |                                                                                    |                           |       |
| Bild gesucht BW      |                          | Weidenbrunnenstraße 3/5 LageFlur: 15, Flurstück: 154/1      |                                                                                    |                           |       |
| Bild gesucht BW      |                          | Weidenbrunnenstraße 9 LageFlur: 15, Flurstück: 150          |                                                                                    |                           |       |
| Bild gesucht BW      |                          | Weidenbrunnenstraße 13 LageFlur: 15, Flurstück: 148         |                                                                                    |                           |       |